# Guy Spier
Guy Spier (n. 4 februarie 1966, Pietermaritzburg, Africa de Sud) este un investitor din Zurich. Este autorul cărții Educația unui investitor de valoare.  Spier este administratorul Fondului Aquamarine cu bunuri în valoare de 350 de milioane de dolari.  În 2008 a licitat 650.100 USD cu Mohnish Pabrai pentru un prânz de caritate cu Warren Buffett.  În 2009, a apărut în The Checklist Manifesto, de Atul Gawande cu privire la utilizarea listelor de verificare ca parte a procesului său de investiții.  Este nepotul lui Selmar Spier⁠(d), jurist, istoric, corespondent străin și fermier germano-israelian.

## Educație și viață timpurie
Spier s-a născut în 1966 în Pietermaritzburg, Africa de Sud. Când avea trei luni, familia sa s-a mutat la Tel Aviv, Israel, unde a urmat grădinița. În 1970, familia sa s-a mutat în Iran, unde a urmat cursurile Școlii Ambasadei Britanice din Teheran. În 1977, familia sa s-a mutat în Richmond, Marea Britanie, iar el a urmat cursurile școlii City of London Freemen's School, în Ashtead, Surrey. În 1984, s-a înscris la Brasenose College, Oxford, pentru a studia dreptul. Aici i-a avut ca îndrumători pe Hugh Collins, Peter Birks și Mary Stokes, printre alții. Doi ani mai târziu, în 1986, s-a înscris la facultatea de Politică, Filosofie și Economie.  Printre tutorii săi s-a numărat și Peter Sinclair (Economie). A studiat și politica cu Vernon Bogdanor.  S-a dovedit a fi un foarte bun economist și a absolvit cu o diplomă de primă clasă, primind și premiul Georg Webb Medley pentru performanța sa în economie.
În timpul studiilor universitare, Spier a urmat cursuri de vară la Universitatea Ruprecht Karl din Heidelberg și la Școala de vară de la Harvard. De asemenea, a lucrat ca și stagiar la Creditanstalt din Londra.
În 1990, lui Spier i s-a oferit șansa de a face doctoratul în Programe de dezvoltare și Economie, sau Masterul în Administrarea Afacerilor (MBA) la Harvard. A ales să facă MBA, pe care l-a încheiat cu succes în 1993. Printre colegii de la master se numără Mark Pincus, Chris Hohn și Sherry Coutu. 

## Carieră
Din 1988 până în 1990, Spier a fost asociat la Braxton Associates, firma de consultanță strategică care a fost vândută ulterior firmei Deloitte Consulting. Spier a lucrat împreună cu David Pitt-Watson, Michael Liebreich și alții în consilierea companiilor britanice și europene cu privire la strategia lor față de piața comună europeană. Ulterior, a efectuat un stagiu de practică la Forward Studies Unit (Cellule de Prospective) de la Comisia Europeană din Bruxelles.
În cartea sa, Spier scrie că în ultimul an la Harvard Business School⁠(d) i s-a propus să lucreze pentru marile birouri de avocati precum Goldman Sachs și JP Morgan. A respins ofertele lor pentru a lucra pentru D.H. Blair, o firmă mai puțin cunoscută. Acolo, ca vicepreședinte, a căutat finanțări pentru startup-uri în domeniul tehnologiei. A fost o decizie profesională pe care a regretat-o. Spier a descris mai târziu această experiență ca fiind "nu foarte diferită" de filmul Wolf of Wall Street. 
După ce a părăsit domeniul bancare de investiții, Spier a fondat Aquamarine Fund, un parteneriat de investiții inspirat de parteneriatele de investiții ale lui Warren Buffett din anii 1950. Spier continuă să gestioneze fondul și astăzi. În iunie 2021 avea 300 de milioane USD în bunuri gestionate.
Spier urmează îndeaproape principiile lui Warren Buffett privind investiția în valoare și alocarea capitalului. Cu toate acestea, el admite, de asemenea, că investițiile valorice s-au schimbat de-a lungul timpului, deoarece popularitatea stilului înseamnă că, în general, sunt disponibile mai puține oportunități pentru investitori. Posibilitățile mediocre sunt frecvente, dar investitorul de succes de astăzi trebuie să caute mai departe și uneori să gândească outside the box. Mai recent, Spier a evitat orice formă de activism, afirmând: „Scopul meu ca investitor este să adun bani pentru acționarii mei, nu să fac lupte inutile sau să mă comport ca un cruciat moral răzbunător.” 
Spier a pledat în mod constant pentru integritate și modestie în conducerea firmelor financiare. În 2008, el a colaborat cu Peter Sinclair și Tom Skinner la publicarea unui studiu despre "Bonusuri, agenții de rating de credit și criza creditului", susținând că o parte a cauzei crizei din 2008 a fost legată de o perspectivă pe termen scurt, care a condus la evaluări eronate ale bonusurilor acordate pentru ratingul de credit și alte practici financiare. De asemenea, el a pledat cu fermitate în favoarea comisioanelor de administrare zero atunci când vine vorba de managementul profesional al investițiilor. Spier a susținut ca Elveția să devină un centru de adevărată excelență în investiții, scriind „în timp ce grupurile de biotehnologie, sănătate și tehnologie din Elveția sunt extraordinar de bine dezvoltate, banca privată elvețiană mai are un drum lung de parcurs”. 
În 2003, alături de David Einhorn, Bill Ackman și Whitney Tilson, Spier a devenit ținta cercetărilor efectuate de Eliot Spitzer, iar apoi de procurorul general din New York, precum și de către Comisia de Valori Mobiliare din SUA cu privire la vânzările în lipsă ale Farmer Mac, MBIA și Allied Capital. Falimentul acestor companii în timpul crizei financiare de la sfârșitul anilor 2000 a justificat scurta lor teză și a devenit subiectul cărților lui Ackman și Einhorn.
În 2014, Palgrave MacMillan a publicat The Education of a Value Investor, care povestește eforturile de la începutul carierei lui Spier în domeniul bancar de investiții de pe Wall Street și transformarea sa într-un investitor de valoare. Cartea s-a vândut în peste 175.000 de exemplare în engleză și a fost tradusă în spaniolă, germană, japoneză, coreeană, chineză, poloneză, ebraică și vietnameză.
În 2016, Spier, împreună cu Phil Town și Matthew P. Peterson, i-au cerut judecătorului Sontchi de la Curtea de faliment din Delaware să formeze un comitet oficial al deținătorilor de capitaluri proprii ai Horsehead Corporation, care a intrat în faliment la începutul acelui an. Cererea le-a fost acceptată.
În 2020, Spier a găzduit un panel despre „Viitorul investițiilor inteligente” cu Niall Ferguson, Sandy Climan și Daniel Aegerter.

Spier găzduiește o conferință anuală de investiții în Klosters numită „VALUEx”. Printre participanți s-au numărat Joe Chapman și Richard Reese, fostul CEO al Iron Mountain. Spier este, de asemenea, un comentator financiar ocazional în mass-media.

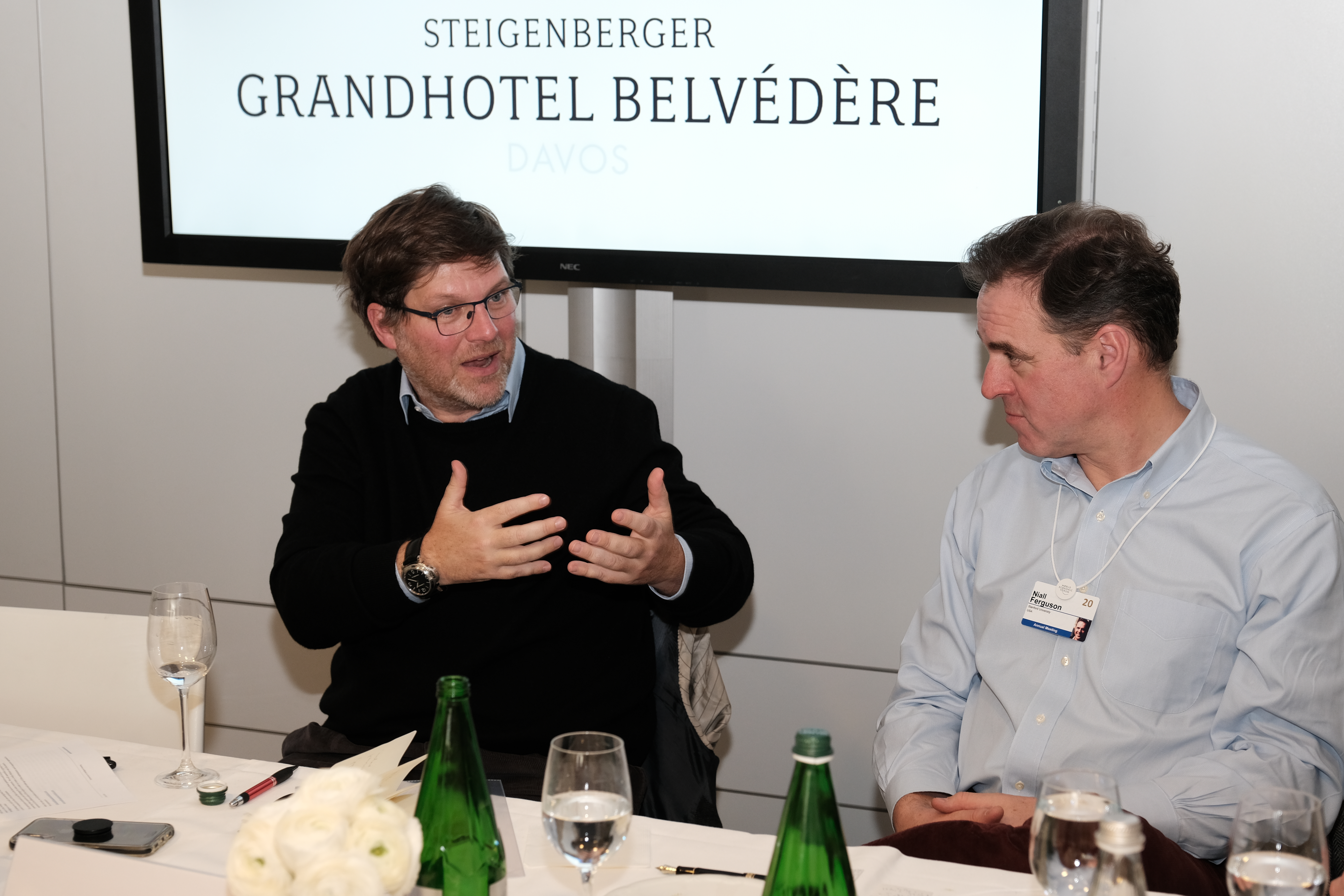
Guy Spier vorbind cu Niall Ferguson în cadrul Forumului Economic Mondial

### Contribuții fără scop de profit
Din 2000 până în 2005, Spier a fost președinte al Asociației de Alumni din Oxford din New York cu sprijinul apropiat al Amandei Pullinger. Sub conducerea lui și a lui Pullinger, asociația a crescut la peste 5.000 de membri și a fost pionieră în implementarea unei abordări americane în relațiile dintre ex-studenți și universitatea britanică. Din 2007 până în 2009, Spier a făcut parte din Consiliul Fundației Dakshana. În 2011, Spier a fondat conferința VALUEx în Klosters. În 2017, Spier s-a alăturat Consiliului de Administrație recent format al Swiss Friends of Oxford University. De asemenea, face parte din consiliul Un Watch și din consiliile consultative ale Horasis și World Minds. De asemenea, este membru al Consiliului Internațional al Fundației Global Leadership, care a fost fondată de câștigătorul Premiului Nobel pentru Pace FW de Klerk.

## Viața personală
Spier locuiește în Zürich cu soția sa Lory și cu cei trei copii: Eva, Isaac și Sarah. Este legat de familiile bancare Lazard, Speyer și Rothschild prin intermediul străbunicii sale, Johanna Lazard. Este un vechi locuitor al Tuxedo Park, New York⁠(d), orașul construit de Pierre Lorillard la sfârșitul anilor 1800, unde locuia la Bruce Price Cottage. Este membru Organizației antreprenorilor și a Organizației tinerilor președinți.